# Leighton Clarkson
Leighton Owen Clarkson (Blackburn, 19 ottobre 2001) è un calciatore inglese, centrocampista dell'Aberdeen.

## Carriera

### Club
Cresciuto nel settore giovanile del Liverpool, il 22 luglio 2019 firma il suo primo contratto professionistico con i Reds. Il 17 dicembre successivo ha esordito in prima squadra, in occasione dell'incontro di EFL Cup perso per 5-0 contro l'Aston Villa, subentrando al minuto 77' a Isaac Christie-Davies. Il 9 dicembre 2020 ha esordito anche nelle competizioni UEFA per club, disputando l'incontro di Champions League pareggiato per 1-1 contro il Midtjylland.
Poco impiegato dal Liverpool, il 16 agosto 2021 viene ceduto in prestito al Blackburn, squadra della sua città natale, militante in Championship. Tuttavia, nel gennaio 2022 il prestito viene interrotto, facendo rientro alla base, per poi essere ceduto con la stessa formula il 6 agosto all'Aberdeen, nella massima divisione scozzese.

### Nazionale
Tra il 2021 ed il 2022 ha fatto parte della nazionale inglese Under-20.

## Statistiche

### Presenze e reti nei club
Statistiche aggiornate al 17 maggio 2025.
| Stagione         | Squadra          | Campionato       | Campionato | Campionato | Coppe nazionali | Coppe nazionali | Coppe nazionali | Coppe continentali | Coppe continentali | Coppe continentali | Altre coppe | Altre coppe | Altre coppe | Totale | Totale |
| Stagione         | Squadra          | Comp             | Pres       | Reti       | Comp            | Pres            | Reti            | Comp               | Pres               | Reti               | Comp        | Pres        | Reti        | Pres   | Reti   |
| ---------------- | ---------------- | ---------------- | ---------- | ---------- | --------------- | --------------- | --------------- | ------------------ | ------------------ | ------------------ | ----------- | ----------- | ----------- | ------ | ------ |
| 2019-2020        | Liverpool        | PL               | 0          | 0          | FACup+CdL       | 1+1             | 0               | UCL                | 0                  | 0                  | CS          | 0           | 0           | 2      | 0      |
| 2020-2021        | Liverpool        | PL               | 0          | 0          | FACup+CdL       | 0               | 0               | UCL                | 1                  | 0                  | CS          | 0           | 0           | 1      | 0      |
| Totale Liverpool | Totale Liverpool | Totale Liverpool | 0          | 0          |                 | 2               | 0               |                    | 1                  | 0                  |             | 0           | 0           | 3      | 0      |
| 2021-gen. 2022   | Blackburn        | FLC              | 7          | 0          | FACup+CdL       | 0               | 0               |                    | -                  | -                  |             | -           | -           | 7      | 0      |
| 2022-2023        | Aberdeen         | SP               | 34         | 5          | CS+CdL          | 1+3             | 0+1             |                    | -                  | -                  |             | -           | -           | 38     | 6      |
| 2023-2024        | Aberdeen         | SP               | 36         | 3          | CS+CdL          | 4+4             | 0+1             | UEL+UECL           | 2+3                | 0                  |             | -           | -           | 49     | 4      |
| 2024-2025        | Aberdeen         | SP               | 34         | 4          | CS+CdL          | 5+6             | 0+3             | -                  | -                  | -                  | -           | -           | -           | 45     | 7      |
| Totale Aberdeen  | Totale Aberdeen  | Totale Aberdeen  | 104        | 12         |                 | 23              | 5               |                    | 5                  | 0                  |             | -           | -           | 132    | 17     |
| Totale carriera  | Totale carriera  | Totale carriera  | 111        | 12         |                 | 25              | 5               |                    | 6                  | 0                  |             | 0           | 0           | 142    | 17     |

## Palmarès

### Club

#### Competizioni giovanili
- FA Youth Cup: 1

Liverpool: 2018-2019

### Competizioni nazionali
- Coppa di Scozia: 1

Aberdeen: 2024-2025